# Wildflecken
Wildflecken är en köping (Markt) i Landkreis Bad Kissingen i Regierungsbezirk Unterfranken i förbundslandet Bayern i Tyskland.